# Canthidermis sufflamen
Canthidermis sufflamen es una especie de peces de la familia Balistidae en el orden de los Tetraodontiformes.

## Morfología
Pueden llegar alcanzar los 65 cm de longitud total.

## Distribución geográfica
Se encuentra en las  costas del Atlántico occidental (desde Canadá hasta Massachusetts, Bermuda, y desde el norte del Golfo de México hasta Sudamérica) y del Atlántico oriental (Cabo Verde, Santa Helena y Santo Tomé).